# Hídi keresztespók
A hídi keresztespók (larinioides sclopetarius) a pókok rendjének keresztespókfélék családjának Larinioides nemébe tartozó faj.
Nevét a kedvelt élőhelyéről, hidak és stégek aljáról kapta. Nagy közösségekben élnek, de ezeken belül ritkán interaktálnak fajtársaikkal, valamint egyedenként csak egy hálót szőnek, amihez később ragaszkodnak. Főleg augusztusban és szeptemberben, valamint az azt környező hónapokban a legaktívabbak és legtöbbet látottak. Európa Észak-Norvégiát leszámítva egész területén, valamint Amerikában[pontosabban?] az északkeleti partjától a Nagy-tavakig, valamint Alaszka alatti nyugati partszakasz közelében találhatók nagy számban.